# Antigoni Papadopoulou
Antigoni Papadopoulou (Grieks: Αντιγόνη Παπαδοπούλου), geboren Pericleous (Morfou, 8 juli 1954), is een Cypriotisch politica en scheikundige. Ze zetelde tussen 14 juli 2009 en 30 juni 2014 in het Europees Parlement voor de Dimokratikó Kómma (S&D).

## Biografie
Papadopoulou werd geboren in Morfou (Cyprus), waar zij en haar familie in 1974 met geweld door Turkse invasietroepen werden verdreven. Ze studeerde scheikunde aan het Russell Sage College (Troy, New York) en de Lancaster-universiteit (Lancaster) en behaalde haar bachelordiploma in 1977.
Papadopoulou werkte eerst jaren als directeur kwaliteitsbewaking bij Vitatrace Nutrition (1977-1978) en Carlsberg (1978-2001). In deze periode werd ze ook lid van DIKO, voor welke partij ze in 1991 raadslid werd in Strovolos. In 1996 werd ze verkozen tot eerste vrouwelijke burgemeester van het nog steeds door Turkse troepen bezette Morfou, welke positie ze vijf jaar bekleedde. In 2001 werd Papadopoulou voor Nicosia verkozen tot lid van het Cypriotische Huis van Afgevaardigden. In 2006 werd ze herkozen.
Bij de Europese Parlementsverkiezingen van 2009 werd Papadopoulou verkozen tot lid van het Europees Parlement. Zij en Eleni Theocharous waren daar de eerste Cypriotische vrouwen. Papadopoulou was lid van de Commissie burgerlijke vrijheden, justitie en binnenlandse zaken en maakte deel uit van de delegatie in de Gemengde Parlementaire Commissie EU-Turkije.
Papadopoulou is getrouwd met een econoom en heeft twee kinderen.